# Sten Tennander
Sten Arthur Valdemar Tennander, född 25 oktober 1894 i Brahestad, död 11 mars 1965, var en finländsk-svensk ingenjör. Han var far till Erik Tennander och Lasse Tennander. 
Tennander, som var son till apotekare Arthur Tennander och Ida Andersson, studerade vid tekniska högskolan i Hannover 1912–1914, vid Chalmers tekniska institut 1916–1917, var anställd vid Norrköpings elektricitetsverk 1917, disponent för Helsingfors Elektriska Installations Ab 1918–1919, distributionsassistent vid Trollhätte kraftverk i Göteborg 1919–1924, föreståndare för Eksjö vatten- och elektricitetsverk 1924–1931, chef för Djursholms elektricitetsverk 1931–1943 och chefsingenjör vid Stockholms elektricitetsverk från 1943.
Tennander var verkställande ledamot av kommittén för statliga säkerhetsföreskrifter för elektriska anläggningar 1933–1936, ledamot av Svenska elektriska materialkontrollanstaltens nämnd från 1935, ordförande där från 1950, sakkunnig hos Kommerskollegium 1937–1938, chef för Industrikommissionens elektriska byrå 1940–1943 och verkställande direktör för AB Nacka Elverk från 1952. Han var ordförande i direktionen för Stockholms nordöstra förorters renhållningsförbund från 1947. Han utgav Kommerskollegii säkerhetsföreskrifter för elektriska starkströmsanläggningar, med kommentarer av Bengt Berggren och Sten Tennander (1942, flera upplagor).
Tennander var ledamot i Svenska teknologföreningen.